# 欣寶路公共運輸交匯處
欣寶路公共運輸交匯處位於新界屯門區欣寶路近菁田邨，為一個露天平行式月台巴士總站，現時6條巴士路線以此為總站，但有4條巴士路線途經此站。

## 車坑分佈
| 車坑編號 | 車坑寬度 | 路線 |
| -------- | -------- | --- |
| 1        | 雙坑     | 城巴56、56A線過海隧道巴士950、955線                                                                         |
| 2        | 單坑     | 城巴50、55、N50線                                                                                           |
| 3        | 單坑     | 城巴50、50M、50R、55、56、56A、N50線九龍巴士67A線過海隧道巴士950、955線龍運巴士、A34、NA33線港鐵巴士、K54線 |

### 城巴50線
- 屯門（菁田及和田） ↔ 尖沙咀（九龍站）

於2022年7月18日投入服務，途經菁田邨、和田邨、欣田邨、兆康苑、紅橋、美孚（只限回程）、旺角、油麻地、佐敦及尖沙咀。

### 城巴55線
- 屯門（菁田及和田） ↔ 觀塘碼頭

於2022年7月18日投入服務，途經菁田邨、和田邨、欣田邨、兆康苑、紅橋、黃大仙、九龍灣商貿區及觀塘商貿區，只於平日繁忙時間提供服務。

### 城巴56線
- 屯門（菁田及和田） ↔ 上水（天平邨）

於2022年7月18日投入服務，途經菁田邨、和田邨、欣田邨、兆康苑及上水站，只於平日非繁忙時間提供服務。

### 城巴56A線
- 屯門（菁田及和田） ↔ 粉嶺皇后山

於2022年9月30日投入服務，途經菁田邨、和田邨、欣田邨、兆康苑、上水站、天平邨及聯和墟，只於平日繁忙時間提供服務。

### 過海隧道巴士950線
- 屯門（菁田及和田） ↔ 會展站

於2022年9月26日投入服務，途經菁田邨、和田邨、欣田邨、兆康苑、紅橋、西九龍公路、西區海底隧道、上環、中環、金鐘及灣仔，只於平日繁忙時間提供服務。

### 過海隧道巴士955線
- 屯門（菁田及和田） ↔ 西灣河

於2022年11月21日投入服務，途經菁田邨、和田邨、欣田邨、兆康苑、紅橋、西九龍公路、西區海底隧道、中環灣仔繞道、北角、鰂魚涌及太古城；下午回程班次繞經中環，只於平日繁忙時間提供服務。

### 城巴N50線
- 尖沙咀（九龍站） ↔ 屯門（菁田及和田）

於2023年12月18日投入服務，50線的通宵版本，起訖點與走線跟50線相同，但繞經屯門市中心，只於每日深宵時段提供服務。

### 過海隧道巴士R950線
- 未有資料，請加入至Module:香港巴士/crh。

### 港鐵巴士K54綫
- 和田邨 ↺ 屯門市中心

是由港鐵巴士營運的屯馬綫及輕鐵接駁巴士，提供和田邨、菁田邨、港鐵兆康站、紅橋、新墟往來屯門市中心的巴士服務。於2022年8月1日起開辦。

### 港鐵巴士K54A綫
- 和田邨 ↔ 兆康站（北）

### 城巴50M線
- 和田邨 ↺ 屯門站

於2022年7月17日投入服務，途經菁田邨、和田邨、欣田邨、兆康苑、屯門醫院、建生邨、良景邨、田景邨及山景邨循環往來屯門站。

### 九龍巴士67A線
- 屯門（寶田邨） ↔ 葵芳（葵翠邨）

由九龍巴士營運的一條路線，提供屯門寶田、和田邨、菁田邨、富泰邨、景峰花園及華都花園往來荃灣及葵涌的巴士服務，於2022年7月17日起投入服務。

### 龍運巴士A34線
- 洪水橋（洪元路） ↔ 機場（地面運輸中心）

於2020年12月28日投入服務，途經藍地、兆康苑、欣田邨、田景邨、良景邨、大興邨、山景邨、龍門居、富健花園、蝴蝶邨、屯門赤鱲角隧道、港珠澳大橋香港口岸及一號客運大樓。

### 龍運巴士NA33線
- 國泰城 ↔ 屯門（富泰）（經機場客運大樓、港珠澳大橋香港口岸）

於2015年7月23日投入服務，2020年12月28日起改經機場客運大樓、港珠澳大橋香港口岸、屯門赤鱲角隧道、蝴蝶邨、富健花園、龍門居、豐景園、安定邨、屯門市中心、屯門站、山景邨、大興邨、良景邨、田景邨、欣田邨及兆康苑。

### 城巴SP5B線
- 啟德體育園 → 屯門（菁田及和田）

## 外部連結
- 香港巴士大典上的相关条目：欣寶路公共運輸交匯處